# Mendryka
Mendryka je malá vesnice, část obce Janov v okrese Svitavy. Nachází se asi 1,5 km na jihovýchod od Janova. V roce 2009 zde bylo evidováno 30 adres. V roce 2001 zde trvale žilo 69 obyvatel.
Mendryka leží v katastrálním území Janov u Litomyšle o výměře 24,71 km2.

## Historie

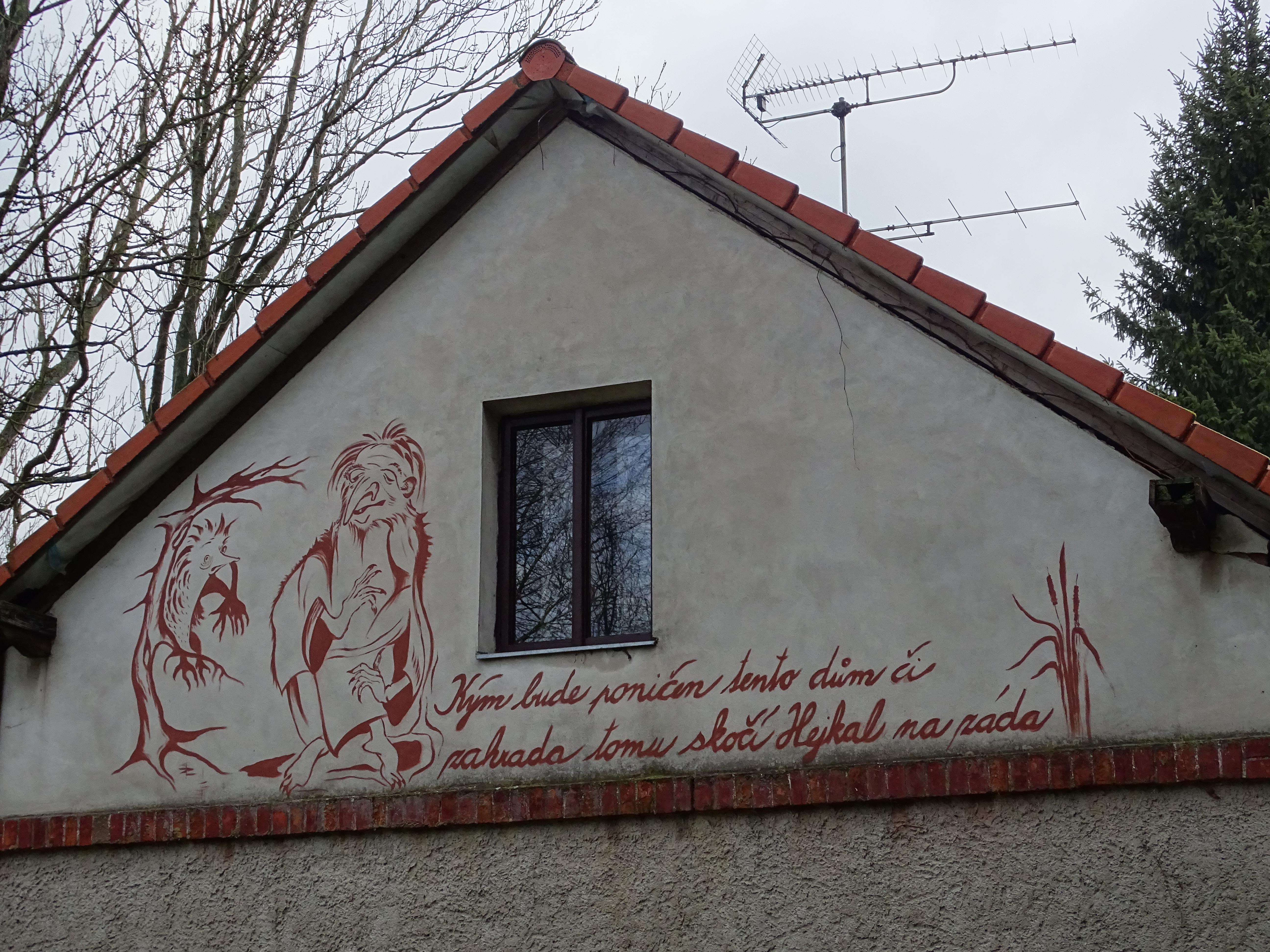
Lidová slovesnost v obci Mendryka

První písemná zmínka o obci pochází z roku 1617. V místech dnešní Mendryky stával v roce 1557 dvůr s myslivnou. V roce 1837 zde žilo 589 obyvatel.

## Pamětihodnosti

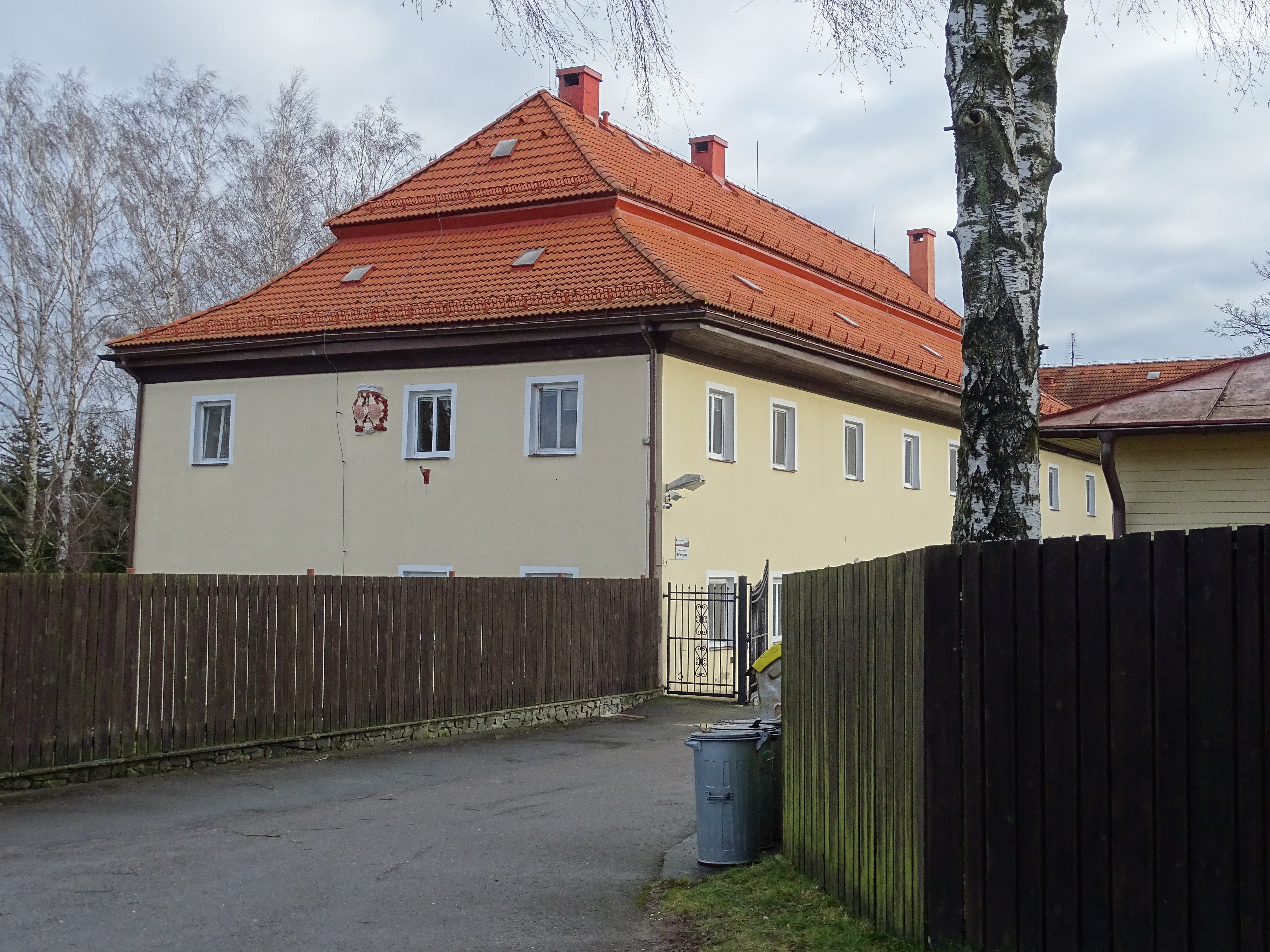
Zámek v Mendryce

- Zámek v MendryceZámek Mendryka - vybudovaný roku 1775, od 60. let 20. století Charitní domov pro řeholnice, dnes zde působí společenství Dcer křesťanské lásky svatého Vincence de Paul.[8]
- Kaple sv. Huberta.
- Místo děje divadelní hry Aloise Jiráska Lucerna.